# Rhacochilus vacca
Rhacochilus vacca és una espècie de peix pertanyent a la família dels embiotòcids.

## Descripció
- Pot arribar a fer 44,2 cm de llargària màxima.
- 9-11 espines i 21-25 radis tous a l'aleta dorsal i 3 espines i 27-30 radis tous a l'anal.
- 33-38 vèrtebres.
- És de color gris o marró fosc a la part superior amb un llustre platejat als flancs i el ventre.
- Té taques fosques al dors i els flancs.
- Els joves presenten franges verticals fosques.
- Aletes fosques.[6][7][8]

## Alimentació
Menja mol·luscs de closca dura, crancs i percebes.

## Hàbitat
És un peix marí, demersal i de clima subtropical que viu fins als 46 m de fondària.

## Distribució geogràfica
Es troba al Pacífic oriental: des de Wrangell (el sud-est d'Alaska) fins a l'illa de Guadalupe (davant les costes de la Baixa Califòrnia, Mèxic).

## Observacions
És inofensiu per als humans i apreciat entre els afeccionats a la pesca esportiva.